# Пайк (округ, Огайо)
Округ Пайк (англ. Pike County) располагается в США, штате Огайо. Официально образован 1 февраля 1821 года. По состоянию на 2010 год, численность населения составляла 28 709 человек. Получил своё название в честь американского бригадного генерала и исследователя Зебулона Пайка.

## География
По данным Бюро переписи США, общая площадь округа равняется 1 149,9 км², из которых 1 140,3 км² суша и 9,6 км² или 0,83 % это водоёмы.

## Население
По данным переписи населения 2000 года в округе проживает 27 695 жителей в составе 10 444 домашних хозяйств и 7 665 семей. Плотность населения составляет 24,00 человек на км2. На территории округа насчитывается 11 602 жилых строений, при плотности застройки около 10-ти строений на км2. Расовый состав населения: белые — 96,72 %, афроамериканцы — 0,89 %, коренные американцы (индейцы) — 0,74 %, азиаты — 0,18 %, гавайцы — 0,04 %, представители других рас — 0,07 %, представители двух или более рас — 1,36 %. Испаноязычные составляли 0,56 % населения независимо от расы.
В составе 35,50 % из общего числа домашних хозяйств проживают дети в возрасте до 18 лет, 56,80 % домашних хозяйств представляют собой супружеские пары проживающие вместе, 11,90 % домашних хозяйств представляют собой одиноких женщин без супруга, 26,60 % домашних хозяйств не имеют отношения к семьям, 22,80 % домашних хозяйств состоят из одного человека, 10,40 % домашних хозяйств состоят из престарелых (65 лет и старше), проживающих в одиночестве. Средний размер домашнего хозяйства составляет 2,61 человека, и средний размер семьи 3,04 человека.
Возрастной состав округа: 27,20 % моложе 18 лет, 8,90 % от 18 до 24, 28,90 % от 25 до 44, 21,50 % от 45 до 64 и 21,50 % от 65 и старше. Средний возраст жителя округа 35 лет. На каждые 100 женщин приходится 95,40 мужчин. На каждые 100 женщин старше 18 лет приходится 92,50 мужчин.
Средний доход на домохозяйство в округе составлял 31 649 USD, на семью — 35 934 USD. Среднестатистический заработок мужчины был 32 379 USD против 20 761 USD для женщины. Доход на душу населения составлял 16 093 USD. Около 15,10 % семей и 18,60 % общего населения находились ниже черты бедности, в том числе — 23,20 % молодежи (тех, кому ещё не исполнилось 18 лет) и 13,60 % тех, кому было уже больше 65 лет.